# ステファノ・ガラーノ
ステファノ・ガラーノは、イタリアの都市計画家、都市研究者。ローマ大学建築学部地域都市計画学科教授。学部長も務めた。国際環境デザイン協会IAED、ANCSA、イタリア都市計画協会（INU）会員。
イタリア各地のほかヨーロッパ各地の都市市街地の再評価政策論と経済成長に基づいた地域整備政策などを専門としているほか、長年ローマ市の景観計画に携わる。
ローマ市の新しい都市基本計画（PRG）策定の学術委員会委員、ローマ大学の拡張計画委員、ラツィオ州広域計画PT策定の学術委員会委員を歴任した。

## おもな業績
- ローマ市オスティエンセ地区でのアーバン・プロジェクトコンサルティング
- モンテ・ルタレティリ地区の公園計画
- ティブルティーナ地区の景観計画
- チヴィタ・カステラーニ市都市基本計画PRG　1997－1998
- ローマ市郊外再評価のための地区詳細計画PP
- ローマ市ローコスト庶民住宅計画PEEP　1976